# قائمة الجامعات الأمريكية

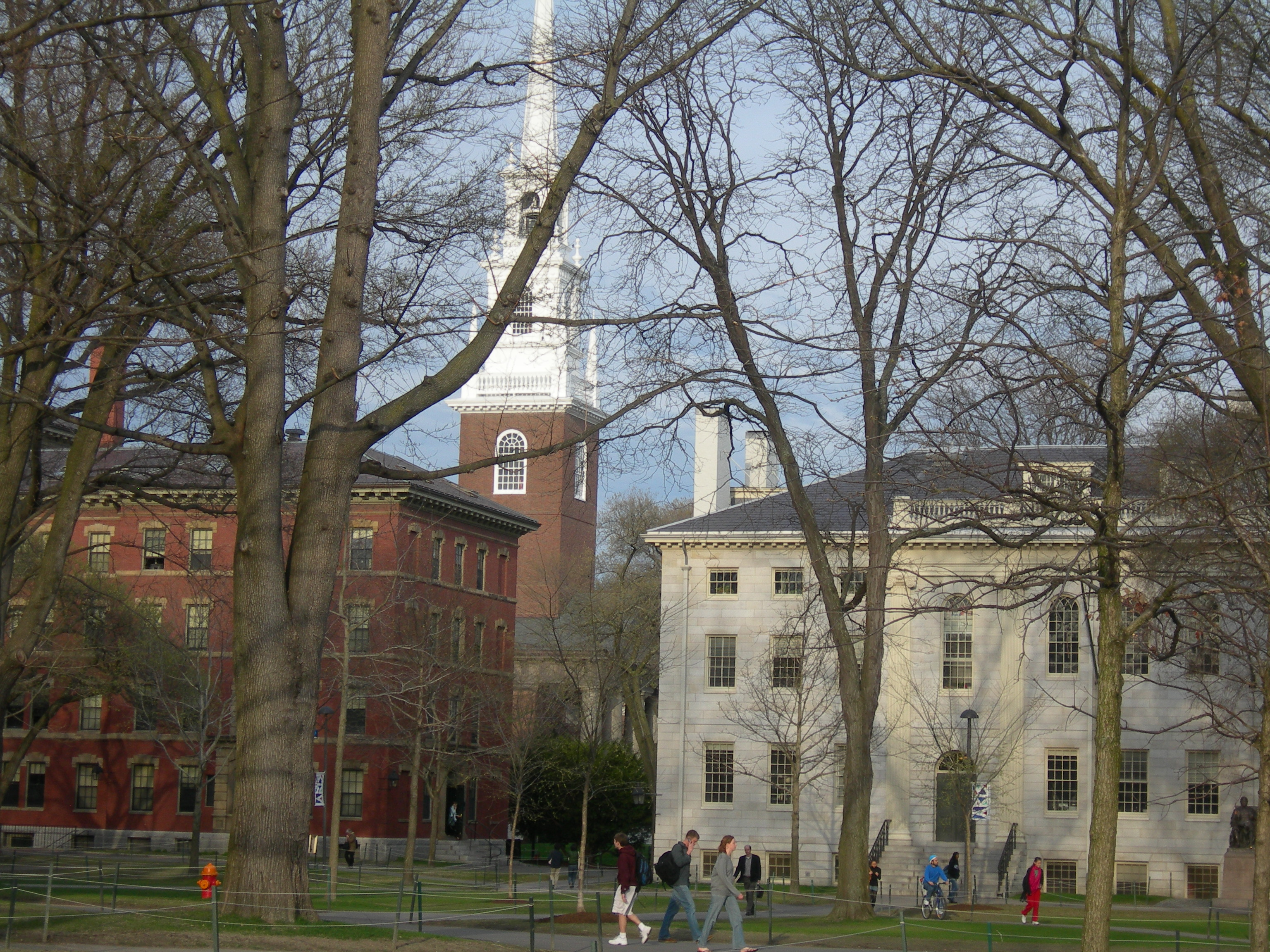
هارفارد يارد، كامبريدج (ماساتشوستس)، الولايات المتحدة الأمريكية

هذه قائمة بأسماء أشهر الجامعات الأمريكية في مختلف الولايات
- جامعة ألاباما
- جامعة ولاية ألاباما
- جامعة ساوث ألاباما
- جامعة سامفورد
- الأكاديمية الرياضية الأمريكية
- جامعة ولاية أريزونا
- جامعة جراند كانيون
- جامعة لينكون
- جامعة ستانفورد
- جامعة كاليفورنيا - بركيلى
- جامعة كاليفورنيا - لوس أنجيليس
- جامعة كاليفورنيا - سان دييجو
- جامعة كاليفورنيا - سان فرانسيسكو
- جامعة هارفارد
- جامعة برنستون
- معهد ماساتشوستس للتكنولوجيا أو معهد ماساتشوستس للتقنية
- الأكاديمية البحرية بماساتشوتس